# Geghamgebirge
Das Geghamgebirge (auch Geghama-Gebirge; armenisch Գեղամա լեռնաշղթա) ist ein Gebirgszug in Armenien.
Das Geghamgebirge gehört zum Armenischen Hochland und erstreckt sich westlich des Sewansees in Nord-Süd-Richtung. Es erreicht im Aschdahak eine maximale Höhe von 3597 m. Das Gebirge besteht aus Tuff- und Lavagestein. Es weist mehrere erloschene Vulkane auf.
Die Hänge sind von einer Bergheidelandschaft bedeckt.

## Berge (Auswahl)
Im Folgenden sind eine Reihe von Gipfeln entlang dem Hauptkamm des Geghamgebirges sortiert in Nord-Süd-Richtung aufgelistet:
- Aschdahak (3597 m) (⊙)
- Spitakassar (3555 m) (⊙)
- Geghassar, auch bekannt als Pokr Spitakassar (3443 m) (⊙)